# Louis François Léon Friant
Louis François Léon Friant (Morlancourt, 16 aprile 1822 – Parigi, 22 agosto 1899) è stato un militare francese.

## Biografia
Louis François Léon Friant era membro della famiglia Friant e precisamente era figlio del conte Jean-François Friant, comandante della guardia nazionale ed aiutante di campo del re Luigi Filippo che seguì in esilio dopo la caduta della monarchia. Suo padrino di battesimo fu Louis Friant, generale di divisione, pari di Francia, governatore del Lussemburgo ed ex ciambellano dell'imperatore Napoleone I.
Entrato all'accademia militare di Saint-Cyr nel 1842 passò dal 1844 alla scuola di cavalleria di Saumur. Nel 1846 venne compreso nel 7º reggimento corazzieri di stanza a Meaux. Il 25 ottobre 1851 venne promosso capitano e venne col suo reggimento inviato a Versailles.
Il colpo di stato di Luigi Napoleone Bonaparte gli permise di divenire aiutante di campo nel 1852 e nel 1858 divenne ufficiale d'ordinanza. Prese parte con queste qualifiche alla campagna d'Italia (1859) partecipando alle battaglie di Magenta e Solferino. Tornato in patria, rimase a Versailles ed il 23 maggio 1860 venne promosso capo squadrone del 1º carabinieri. Nel 1866 ottenne il comando della cavalleria della guardia imperiale. Tenente Colonnello dal 1867, comandò un reggimento alla Battaglia di Sedan, combatté a Metz ed a Rezonville nel 1870 nell'ambito della Guerra franco-prussiana. Prese parte nuovamente all'assedio di Metz del 1870 ed allo scontro di Saint-Privat. La capitolazione dell'esercito francese lo obbligò a deporre le armi ed a rimanere in prigionìa assieme ad altri ufficiali francesi.
Rilasciato in libertà, accettò di servire sotto la terza repubblica ed il 22 luglio 1871 venne promosso Colonnello del 9º reggimento ussari di stanza a Lunel. Il 30 settembre 1875 venne promosso Generale di Brigata ed ottenne il comando della 1ª brigata di cavalleggeri di Épinal. Tra il 1876 ed il 1877 comandò la 1ª brigata di cavalleggeri della 6ª divisione di cavalleria. Dal 1878 al 1881 ottenne il comando della 6ª brigata. Il generale Friant trasferì il proprio quartier generale a Gray presso il 1° dragoni e comandò il 9° ussari. Nel 1882 comandò la 2ª brigata di dragoni e la 1ª divisione di cavalleria. Il 28 maggio 1883 venne promosso Generale di Divisione e Ispettore Generale Permanente della Cavalleria.
Il 20 dicembre 1886 venne promosso commendatore della Legion d'Onore.
In pensione dal 27 maggio 1887, si ritirò nel suo domicilio parigino di rue Vignon al n. 5 dove morì il 22 agosto 1899 all'età di 77 anni.